# Batrana
Batrana (arab. بطرانة) – wieś w Syrii, w muhafazie Aleppo. W 2004 roku liczyła 
837 mieszkańców.